# Tania Aszot-Harutunian
Tania Aszot-Harutunian (ur. 3 stycznia 1937 w Teheranie, zm. 6 stycznia 2022 w Lizbonie) – irańska pianistka; laureatka III nagrody na VI Międzynarodowym Konkursie Pianistycznym im. Fryderyka Chopina (1960).

## Życiorys
Na fortepianie zaczęła grać w wieku ośmiu lat. Później studiowała w Konserwatorium Paryskim, gdzie jej nauczycielem był Lazare Lévy. Dodatkowe nauki pobierała m.in. u Henryka Sztompki i Lwa Oborina.
W trakcie swojej kariery wystąpiła na kilku konkursach pianistycznych:
- V Międzynarodowy Konkurs Pianistyczny im. Fryderyka Chopina (1955) – drugi etap
- Międzynarodowy Konkurs Muzyczny ARD w Monachium (1956) – dyplom honorowy
- Międzynarodowy Konkurs Muzyczny w Genewie (1958) – medal półfinalistki
- Międzynarodowy Konkurs im. Marguerite Long i Jacques’a Thibaud (1959) – VI nagroda
- VI Międzynarodowy Konkurs Pianistyczny im. Fryderyka Chopina (1960) – III nagroda[4]

Po konkursowych sukcesach występowała ze słynnymi orkiestrami w wielu krajach Europy, Ameryki Północnej i Azji. Brała udział w licznych festiwalach. Jest także pedagogiem muzycznym.
Jej mężem był portugalski pianista Sequeira Costa.

## Repertuar i dyskografia
W jej repertuarze znajdują się utwory m.in. Fryderyka Chopina, Ferenca Liszta, Johanna Sebastiana Bacha, Béli Bartóka, Aleksandra Skriabina i Paula Hindemitha. Nagrała kilka płyt, m.in. dla wytwórni Deutsche Grammophon.